# Shenjian (Automarke)
Shenjian war eine Automarke aus der Volksrepublik China.

## Markengeschichte
Jiangbei Machinery Works aus Jilin führte die Marke 1987 ein. Vertrieben wurden Automobile. Als das Unternehmen 2002 fusionierte, endete die Verwendung dieses Markennamens.

## Fahrzeuge
Zunächst gab es den JJ 720. Er wurde später umbenannt in JJ 7050 und JJ 7060. Die Basis bildete der Subaru Rex. Zur Wahl standen ein Zweizylindermotor von Liuzhou mit 644 cm³ Hubraum und 21 kW Leistung sowie ein Dreizylindermotor von Daihatsu mit 846 cm³ Hubraum und 30 kW Leistung. Die Fahrzeuge waren 3195 mm lang, 1395 mm breit und 1420 mm hoch. Der Radstand betrug 2295 mm. Die stärkere Variante hatte ein Leergewicht von 630 kg. Als Stückzahlen sind 50 bis 150 pro Jahr angegeben. Eine andere Quelle hat 23 Fahrzeuge für 2000 überliefert, danach keine mehr. Das gleiche Modell war übrigens auch von Meilu erhältlich.
1992 kam der JJ 7080 dazu. Er entsprach dem Suzuki Alto. Der Motor hatte 796 cm³ Hubraum. Jiangbei bot das gleiche Modell an.